# Conrad Binding
Conrad Binding (* 23. Dezember 1846 in Frankfurt am Main; † 17. Dezember 1933 ebenda) war ein deutscher Bierbrauer, Unternehmer und Mäzen. Er gründete 1870 die Binding-Brauerei, die 1952 vom Oetker-Konzern übernommen wurde und seit 2002 zur Radeberger Gruppe gehört.

## Familie
Conrad Binding stammte aus einer Bäckerfamilie. Sein Urgroßvater, Johann Peter Binding (1735–1804) wanderte aus Reichelsheim in die Reichsstadt Frankfurt ein und erhielt aufgrund seiner Heirat mit der Bäckermeistertochter Sibylla Catharina Becker (1746–1782) das Frankfurter Bürgerrecht. Der gemeinsame Sohn, Johann Lorenz Binding (1776–1856) betrieb als Bäckermeister eine Bäckerei im Haus Fahrgasse 17 und wurde wohlhabend. Aus dessen Ehe mit Maria Dorothea Schäfer (1783–1834) stammten 14 Kinder, darunter der Vater von Conrad Binding, Daniel Binding (1810–1883), der die väterliche Bäckerei übernahm. Dessen älterer Bruder Eduard Binding (1810–1869) wurde promovierter Jurist, der jüngere Bruder Theodor (1820–1892) Müller in Versbach bei Würzburg, Emil (1822–1893) Weinhändler, Carl (1823–1860) Privatier und Ferdinand (1813–1870) Betreiber des Café du Grand Balcon auf dem Boulevard des Italiens in Paris.
Daniel Binding heiratete die aus Homburg vor der Höhe stammende Maria Sibylle Bieber (1822–1854). Aus der Ehe gingen fünf Kinder hervor, darunter Conrad Binding. Conrad Binding heiratete in erster Ehe Cathinka Dorothea Scherlenzky (1854–1888) und in zweiter Ehe Anna Margaretha Lindheimer (1867–1956). Aus der zweiten Ehe ging ein Kind hervor.

## Leben

### Ausbildung
Conrad Binding besuchte ab 1854 die Musterschule und wechselte Ostern 1858 auf das Städtische Gymnasium, nachdem er vorher ein Jahr Latein im Privatunterricht nachgeholt hatte. Nach dem Wunsch des Vaters sollte er, wie sein Onkel Georg Christoph Binding, Jurist werden. Der Sohn hatte jedoch andere Pläne und wollte Bierbrauer werden. Er wechselte auf die Höhere Bürgerschule und beendete im April 1862 die Schule und begann eine Brauerlehre. Hierzu musste er zunächst bei Küfermeister Raumer in Sachsenhausen das Küferhandwerk erlernen. Ab 1. September 1864 absolvierte er die eigentliche Brauerlehre bei Conrad Dahlem, Braumeister im Gasthof „Zur Rose“ in Aschaffenburg. Darauf folgte die Walz ab Herbst 1865, unter anderem in Nürnberg, München und Wien.
1867 musste er zur Musterung nach Frankfurt zurückkehren. Die bisherige Freie Stadt Frankfurt war 1866 von Preußen annektiert worden. Die Binding-Brüder unterlagen damit der preußischen Wehrpflicht. Um der Einberufung zu entgehen, organisierte Daniel Binding, dass Adolf und Gustav die US-amerikanische und Conrad die schweizerische Staatsangehörigkeit erwarben. Trotz erfolgreicher Musterung wurde er nun vom Wehrdienst zurückgestellt. Conrad setzte die Wanderjahre fort und arbeitete bis 1869 in Frankreich.

### Brauereigründung
Nach der Rückkehr sondierte er den Frankfurter Biermarkt. Es bestanden in der Stadt 30 Brauereien. Die 1860 gegründete Brauerei von Ernst Ehrenfried Glock war in finanziellen Schwierigkeiten geraten. Es gelang Binding, die Glocksche Brauerei am 1. August 1870 für 84.000 Gulden (dies entsprach nach der Währungsreform von 1875 etwa 144.000 Mark) zu erwerben. Neben der Brauerei am Garküchenplatz 7 mit dem Gasthaus „Stadt Schwalbach“ erwarb er einen Felsenkeller in der Darmstädter Landstraße 163 mit Inventar für 20.000 Gulden. Er finanzierte die Unternehmensgründung mit 11.000 Gulden des mütterlichen Erbes und Kreditaufnahmen.
Das Geschäft profitierte unmittelbar von der Lieferunterbrechung Münchener Bieres in Folge des Deutsch-Französischen Krieges. Die anschließenden Gründerjahre sorgten für weiteres Wachstum. Im Frankfurter Bierkrawall 1873 kam Binding mit geringen Einbußen von 400 Gulden davon und profitierte indirekt von den weitaus größeren Verlusten einiger Wettbewerber. 1874 erhielt er einen Kredit von 42.000 Mark von seinem Vater, den er zur Erweiterung seines Geschäftes nutzte.

### Expansion
Glock hatte eine Jahresproduktion von 1600 Hektolitern verkauft. Im ersten Geschäftsjahr 1870/71 steigerte Binding dies auf das 3½-fache, 1879/80 verkaufte er 45.319 Hektoliter. 1874 hatte er mit dem Kredit seines Vaters das Nachbarhaus von einem Herrn Gosdorffer erworben und eine 10-PS-Dampfmaschine der Firma Conrad Ranke eingesetzt. 1876 und 1878 erwarb er die Nachbargebäude am Garküchenplatz.
Eine weitere Expansion in der Altstadt war nur schwer möglich. Binding beschloss daher eine Verlegung der Produktion an den Sachsenhäuser Berg. Hierzu wurde am 5. November 1878 das dem eigenen Felsenkeller benachbarte Engelsche Grundstück erworben. Dort hatte der Vorbesitzer eine Grube ausschachten lassen, in der er Kalk gebrannt hatte. Diese Grube wurde zum Eiskeller umgebaut und die Produktionsgebäude erweitert.
1880 war die Binding-Brauerei Marktführer in Frankfurt. Binding war nun schuldenfrei und konnte weiter expandieren.

### Privates Leben
Binding hatte mit dem geschäftlichen Erfolg die finanzielle Unabhängigkeit erworben, die er zu umfangreichen Privatreisen nutzte. So besuchte er die Weltausstellung Paris 1878, die Schweiz und machte mit seiner Frau eine Kur in Franzensbad. Am 15. Dezember 1884 zog er in seine neu erbaute Villa Darmstädter Landstraße 186 ein. Das im Zweiten Weltkrieg zerstörte, repräsentative Wohnhaus bewohnte er mit seiner Frau allein, da die Ehe kinderlos geblieben war. Nach dem Tod der ersten Ehefrau unternahm er 1890 eine Reise zum Nordkap. Binding war seit 1881 Mitglied der Frankfurter Freimaurerloge Zur Einigkeit.

### Aktiengesellschaft
Der Brauereimarkt hatte sich deutlich geändert. Die kleinen Brauereien verschwanden weitgehend, die ab der Gründerzeit gegründeten Brauerei-Aktiengesellschaften erreichten immer größere Marktanteile. Auch Binding entschied sich, sein Einzelunternehmen in eine Aktiengesellschaft umzuwandeln, die er am 16. Mai 1885 gemeinsam mit Carl Binding, Gustav Binding, August Scherlenzky und Georg Schmidt gründete. Binding brachte seine Geschäftsanteile ein, die einen Wert von 3,2 Millionen Mark hatten, und wurde Vorstandsvorsitzender. 1895 wechselte er an die Spitze des Aufsichtsrats. In seiner Zeit als Vorstandsvorsitzender verdoppelte sich der Bierausstoß von 86.983 auf 167.207 Hektoliter.
Binding zog sich aus dem Unternehmen schrittweise zurück und reduzierte auch seinen Aktienanteil. 1899 gründete er die Brauerei Brauhaus Essen in Essen, die bis zum Ersten Weltkrieg expandierte, dann aber unter der Kriegswirtschaft litt und 1918/1919 verkauft wurde.

### Zweite Ehe
Am 21. Januar 1891 heiratete er in zweiter Ehe Anna Lindheimer (1867–1956), die Tochter des Architekten, Malers und Bauhistorikers Otto Lindheimer. Am 9. März 1892 kam der gemeinsame Sohn Theodor zur Welt. Die Familie reiste weiterhin viel. Insbesondere schätzte Binding Wanderurlaube in Bayern. Daneben hatte er Freude an der Jagd und war ab 1885 Jagdpächter in Sprendlingen und ab 1887 der Hohemark. 1894 erwarb Binding eine repräsentative Ville an der Fellnerstraße und ließ sie durch Franz von Hoven umbauen. Besonderer Blickfang war das angebaute Palmenhaus. 1919 gab Binding das im Zweiten Weltkrieg zerstörte Haus auf und zog in die Paul-Ehrlich-Straße 17 nach Sachsenhausen.

### Kommunalpolitik
Am 15. Juni 1909 wurde der parteilose, aber der FVP nahe stehende Binding als unbesoldeter Stadtrat in den Magistrat der Stadt Frankfurt gewählt. Er gehörte dem Magistrat bis zum 1. April 1917 an und schied aus eigenem Wunsch aus. Binding förderte zahlreiche Künstler, darunter den Maler und Bildhauer Fritz Boehle, und stiftete dem Zoologischen Garten, zu dessen Aktionären er zeitweise gehörte, einen Biergarten und ein Nilpferd. Am 8. Mai 1913 wurde er mit dem preußischen Roten Adlerorden 4. Klasse geehrt.

### Fusion der Binding-Brauerei

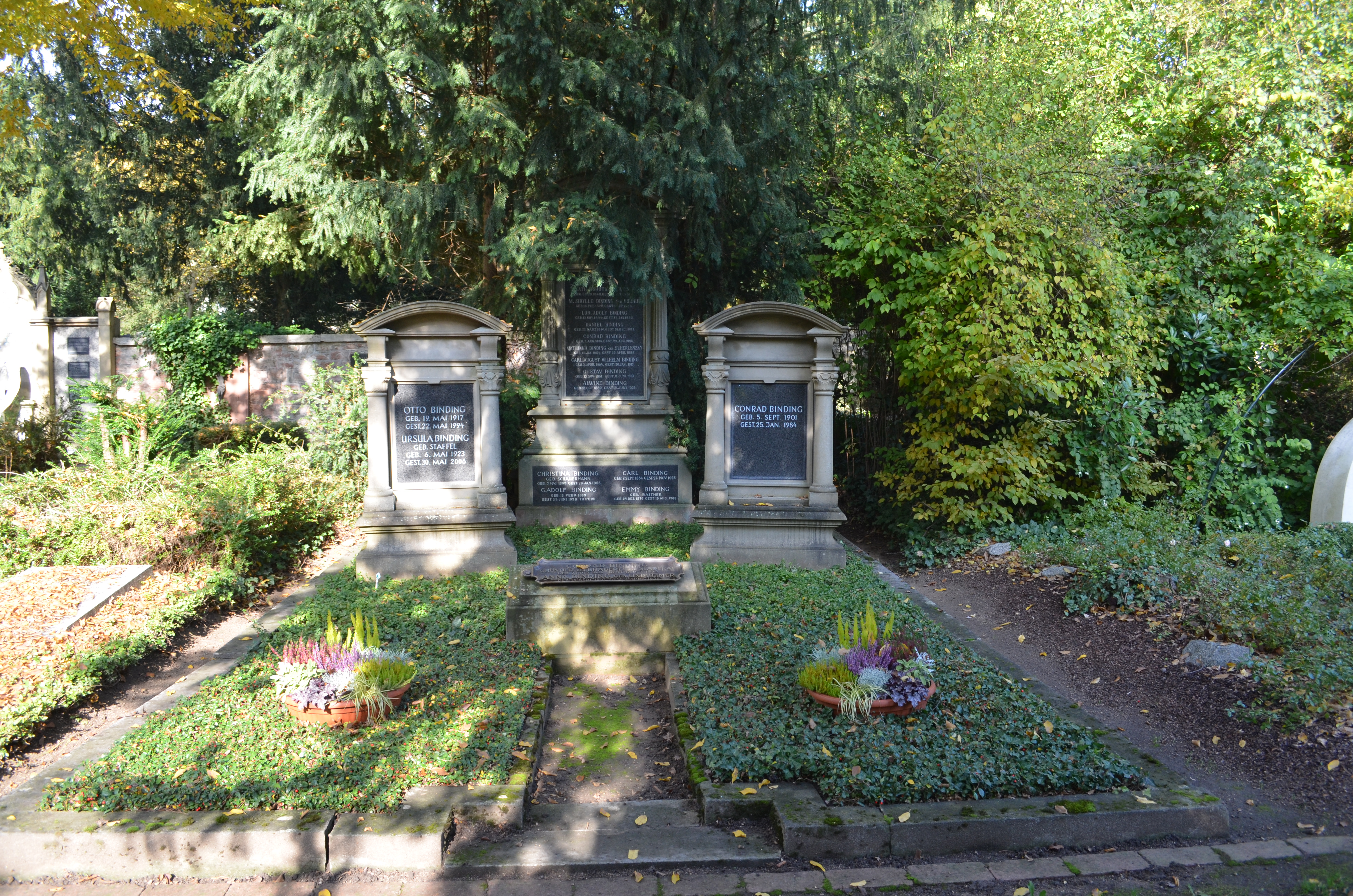
Familiengrab Binding

Die Inflation setzte der Binding-Brauerei stark zu. Unter Beteiligung der Bank für Brau-Industrie fusionierte diese 1921 mit der Hofbierbrauerei Schöfferhof & Frankfurter Bürgerbrauerei AG (Zusammenschluss 1905, Sitz in Frankfurt, Brauereien in Mainz, Kassel und Frankfurt) zur Schöfferhof-Binding-Bürgerbräu AG (ab 1939 Schöfferhof-Binding-Brauerei AG). Conrad Binding zog sich aus dem Unternehmen zurück und lebte bis zu seinem Tod als Privatier. Er wurde in dem Familiengrab auf dem Hauptfriedhof begraben, das Grab (Gewann F 816-817) steht unter Denkmalschutz.
Nach ihm ist die Bindingstraße in Sachsenhausen benannt. 1908 schuf der Bildhauer Friedrich Christoph Hausmann eine Serie von 23 Reliefs für den Südbau des Neuen Rathauses an der Bethmannstraße. Eines davon, die Figur des Bierbrauers, ist ein Porträt von Conrad Binding.